# Pedro de La Celle
Pedro de La Celle ou Pedro de Celle (em latim: Petrus Cellensis; em francês:  Pierre de Celle; Champagne, c. 1115 – Chartres, 20 de fevereiro de 1183 (68 anos)) foi um monge beneditino francês e bispo de Chartres.

## Vida
Pedro nasceu numa família aristocrática e foi educado no Priorado de Saint-Martin-des-Champs em Paris. Tornou-se um monge beneditino e, em 1150, foi eleito abade de La Celle, em Saint-André-les-Vergers, perto de Troyes, origem de seu epíteto latino ("Cellensis").
Em 1162, foi nomeado abade de St. Rémy em Reims e, em 1181, sucedeu João de Salisbury como bispo de Chartres. Era tido em alta estima pelos demais membros do clero de sua época, como Thomas Becket, papa Eugênio III e papa Alexandre III.

## Obras
Suas obras foram editadas por Janvier (Paris, 1671) e republicadas na Patrologia Latina (202:405-1146) por Migne. São 177 cartas, 95 sermões e alguns tratados:
- "Epistola ad Joannem Saresberiensem"[3].
- "De panibus"[4].
- "Mystica et moralis expositio Mosaici tabernaculi"[5].
- "De conscientia"[6].
- "Tractatus de disciplina claustrali"[7].

Suas cartas foram editadas separadamente e, do ponto de vista histórico, contém importantes informações.